# Pachydema menieri
Pachydema menieri är en skalbaggsart som beskrevs av Baraud 1985. Pachydema menieri ingår i släktet Pachydema och familjen Melolonthidae. Inga underarter finns listade i Catalogue of Life.